# کیکه پرز
کیکه پرز (انگلیسی: Kike Pérez؛ زادهٔ ۱۴ فوریهٔ ۱۹۹۷) بازیکن فوتبال اهل اسپانیا است.
وی همچنین در تیم‌های ملی فوتبال زیر ۱۸ سال اسپانیا و زیر ۱۹ سال اسپانیا بازی کرده‌است.